# Луција Заниновић
Луција Заниновић (Сплит, 26. јун 1987) је хрватска репрезентативка у теквонду, двострука европска првакиња и освајач бронзане олимпијске медаље на Летњим олимпијским играма 2012. у Лондону. Такмичи се у тежинској категорији до 49 кг. Чланица је теквондо клуба Марјан из Сплита. Њена сестра близнакиња Ана је светска првакиња у категорији до 53 кг.
Meђународни деби у сениорској конкуренцији Луција Заниновић имала је на Европском првенству 2006. у Бон, где је изгубила у осмини финала. На Светском првенству у Пекингу наредне године, стигла је до четвртфинала. Прву медаљу освојила је на Европском првенству 2010, у Санкт Петербургу, где је освојила европску титулу. Две године касније, успешно је одбранила титулу на Европском првенству у Манчестеру.
Године 2011. на Олимпијском квалификационом турниру у Бакуу, добила је визу за учешће на Олимпијским играма у Лондону 2012., на којима је освојила бронзану медаљу.